# Escudo del Cuzco
El escudo del Cusco es el escudo oficial de la ciudad del Cusco, Perú y que es empleado también por el departamento, la provincia y el distrito homónimos. Su versión actual fue aprobada por el Consejo Provincial del Cusco en sesión solemne del 23 de julio de 1986.

## Escudo de armas
El historiador y catedrático cusqueño David Vicente de Rojas Silva, citado por Angles Vargas, muestra que Guamán Poma de Ayala incluyó dentro de su crónica dos dibujos correspondientes a las primeras y segundas armas del Cusco que habrían correspondido durante el incanato. Ambos son dos escudos cuartelados de estilo ibérico y corresponderían a dos dinastías sucesivas, la primera con evocaciones divinas y la segunda con atributos reales. El primer escudo contiene un sol, una luna, un lucero y el ídolo de Wanakauri sobre Paqarejtampo. El segundo contiene el ave Qori-q'enque, un jaguar, una mascaypacha y una doble serpiente.
Rojas Silva señala que el deán Diego de Esquivel y Navia manifestó en sus "Anales" que la ciudad del Cusco recibió de Carlos I de España las propias armas del monarca como rey de España, las mismas que se ostentaron hasta 1540. Estas armas estuvieron ilustradas en un pendón ubicado en la cabecera del salón consistorial del Palacio del Cabildo hasta 1824 cuando fue donado a Simón Bolívar durante su visita al Cusco. El militar mandó el pendón a Caracas conservándose en el Museo Histórico de esa ciudad. En 1534, gracias a una donación realizada por la ciudad al rey para solventar la guerra en Flandes, Carlos I concedió dos águilas heráldicas para que sean incluidas en el escudo de la ciudad. Estas águilas, unidas al hecho de que la ciudad usara las armas del emperador, sustentaron el apelativo de la ciudad como Ciudad Imperial.
El 19 de julio de 1540, el rey Carlos I de España expidió una real cédula calificando a Cusco como la "Muy insigne, muy noble, leal y fidelísima ciudad del Cuzco, la mas principal y cabeza de los reynos del Perú agregando el despacho de privilegio de armas:

En Madrid, a los 19 días del mes de julio de 1540, se despachó un Privilegio de Armas par ala ciudad del Cuzco en que le dieron por armas un escudo, dentro del cual está un castillo de oro en campo colorado, en memoria de que en dicha ciudad y el castillo della, fueron conquistados por la fuerza de las armas en nuestro servicio; y por orla ocho cóndores que son unas aves grandes a manera de buitres que hay en la provincia del Perú, en memoria de que al tiempo que la dicha ciudad se ganó, bajaron las dichas aves a comer los muertos que en ella murieron, los cuales están en campo de oro.- Firmado el Cardenal de Sevilla.- Refrendado de Sámano..- Firma del Dr. Beltrán.

Estas armas fueron luego refrendadas por Felipe II de España según cédula del 5 de mayo de 1593 y también por Carlos II el 17 de enero de 1661 y por Carlos III en 1788.

### Variaciones del escudo
En los siglos XVI y XVII el escudo otorgado a la ciudad sufrió variaciones siendo el más destacable el cambio del castillo por una torre. Las razones de ese cambio son varios y atenderían desde escudos parecidos otorgados a vecinos de la ciudad hasta la intención de recrear torres incaicas como las que existieron en Sacsayhuamán o en el Huacaypata. Asimismo, otra de las variaciones más comunes es la supresión de la orla de cóndores sin que se sepa a ciencia cierta las razones para dicho cambio.

## Actual escudo del Cusco

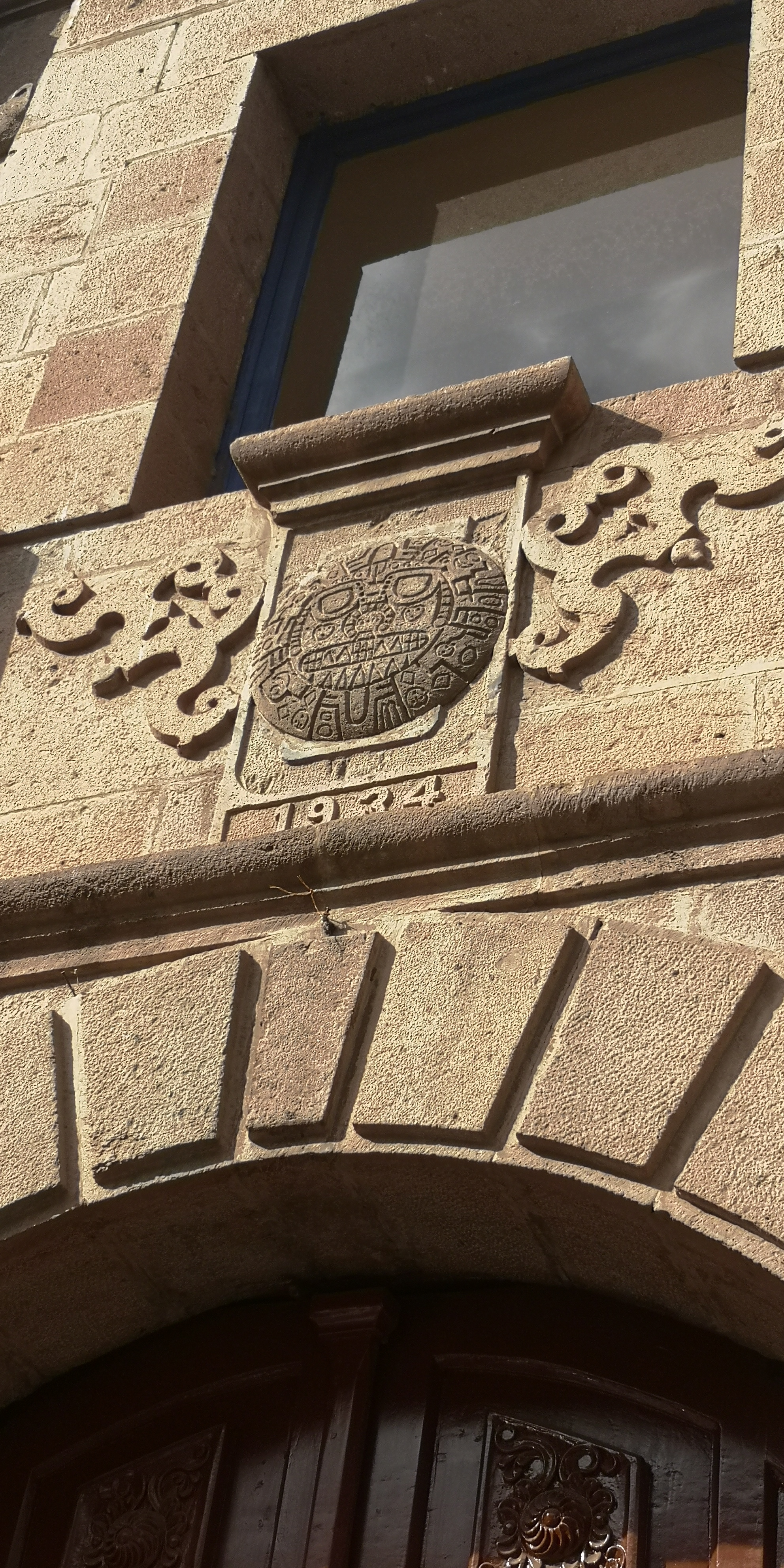
Puerta lateral del Palacio del Cabildo mostrando el nuevo escudo.

En sesión solemne del 23 de junio de 1986, el Consejo provincial del Cusco suscribió el Acuerdo Municipal N° 063 A/MC-SG-86 junto al Alcalde del Cusco, Daniel Estrada Pérez, decidió instituir como escudo oficial del Cusco el disco denominado Placa de Echenique. Asimismo, se proscribió "toda representación heráldica impuesta por la conquista como Escudo de Armas del Cusco". Este acuerdo municipal fue publicado en el Diario Oficial El Peruano el 2 de julio de 1986.. Diversos historiadores han cuestionado la elección de la Placa de Echenique como emblema del Cusco. Como resumió el antropólogo cusqueño Jorge Flores Ochoa en 1997, la placa "no es inka, no es sol... tampoco es del Cuzco".